# Реосін (Кантабрія)
Реосін (ісп. Reocín) — муніципалітет в Іспанії, у складі автономної спільноти Кантабрія. Населення — 8196 осіб (2009).
Муніципалітет розташований на відстані близько 330 км на північ від Мадрида, 24 км на південний захід від Сантандера.
На території муніципалітету розташовані такі населені пункти: Барсенасьйонес, Карансеха, Серрасо, Гольбардо, Ельгера, Пуенте-Сан-Мігель (адміністративний центр), Кіхас, Реосін, Сан-Естебан, Вальєс, Вегілья, Вільяпресенте.

## Демографія
Динаміка населення (INE ):

## Галерея зображень

Розташування муніципалітету